# 傅山

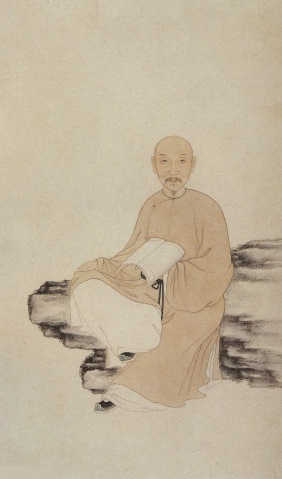
《清代學者像傳》之傅山像

傅山（1607年8月11日—1684年7月25日），本名鼎臣，字青竹，后改名山，更字青主，以字行，号公之它、公它、真山、朱衣道人、石道人、啬庐、侨黄、侨松等等，山西阳曲人（今太原市尖草坪区向阳镇西村），明末清初學者，以明遺民自居。

## 生平
先世居山西大同，后徙于山西忻州。
明萬曆三十五年丁未（1607年）閏六月十九日，傅青主出生，父亲傅之谟、祖父傅霖。六歲喜歡吃黄精，不吃飯，家人強迫他吃飯。十五岁时从童子试中脱颖而出。二十七岁入山西三立书院。崇禎九年（1636年）山西提学袁继咸被诬告，傅山领头奔走抗議，使其得以翻案。
崇祯十七年（1644年）正月流賊李自成从西安东征北京途径山西。东阁大学士曲沃人李建泰自请提兵督师山西，而且聘请傅青主和另一位山西名士韩霖为“军前赞画”。傅青主编造了“马在门内（闯）难行走，今年又是弼马温（当年是猴年）”的童谣稳定民心。李自成军队占领曲沃后李建泰退到保定。二月大顺军攻克太原。三月攻入北京，是為甲申之變，明朝滅亡。傅青主在《甲申守岁》中写出“三十八岁尽可死，栖栖不死复何年”的诗句。
四月吴三桂引清兵入关。五月傅青主潜回太原，带母亲和儿子逃到寿阳县。拜寿阳县五峰山的还阳子郭静中为师，出家為道士，道号真山，以避剃发令。搬家到太原阳曲县东黄水镇。因为他认为清朝是外国，于是自称侨黄、侨松。由於他經常穿著紅色外衣，人称“朱衣道人”。
顺治六年（1649年）大同从明降大顺复降清的总兵姜瓖起義反清，傅青主的两个同学王如金、薛宗周参加“交山军”进军太原，在晋祠与清兵交战數日，被杀，傅青主撰《汾二子传》文纪念。
顺治十一年（1654年），傅青主因宋谦供出其曾接受南明的任命而入狱，称“甲午朱衣道人案”。被拷打。绝食九日，好友陈谧、戴廷拭、白居实、张天斗、木公、魏一鳌、古度等人多方營救，傅山的母亲说：“道人儿自然当有今日事，即死亦分，不必救也。”出狱后又去南方云游。归来后隐居太原府崛围寺（位于今太原市西北20公里）。取“它山之石可以攻玉”之意，号公它、公之它。
康熙年间清聖祖下诏举行博学鸿儒科举考试，傅青主不就。康熙廿三年（1684年），六月十二日卒於山西，年78岁。傅山墓位於太原市尖草坪區柴村鎮呼延村西的崛圍山。

## 紀念
傅青主与顾炎武、黄宗羲、王夫之、李顒、颜元一起被梁启超称为“清初六大师”。
山西名食“头脑”是傅山为母亲配制的滋补食品。
梁羽生的武侠小说《七剑下天山》中傅青主被描述为七剑之首，武功卓绝。2005年徐克导演的电影《七剑》，刘家良饰侠医傅青主。
1917年民国政府在太原建“傅公祠”，山西督軍阎锡山题写了“尘表孤踪”的牌匾。1950年代建傅山碑林公园。后来太原晋祠的同乐亭改建为傅山纪念馆。

## 理論
傅青主提出了“四宁四毋”的书法理论，对后世书风产生了一定的影响，是指“宁拙毋巧，宁醜毋媚，宁支离毋轻滑，宁真率毋安排。”
- “宁拙毋巧”：宁可字写得笨拙一些，也不去追求精细機巧。
- “宁醜毋媚”：写的字宁可看起来显得醜陋不工，也不表现庸俗柔媚之态。
- “宁支离毋轻滑”：宁可显得参差不齐，也不坠入轻桃浮滑一途。
- “宁直率毋安排”：宁可信笔直书，而不去造作修饰。“直率”即是自然天趣，不卖弄技巧，不露人工斧凿之痕。
- 「作字先作人，人奇字自古」
- 「綱常叛周孔，筆墨不可補」：做人背離了周公、孔子之道，書法上也不能通過技巧加以挽回了。

## 著作
- 哲学作品：
  - 《霜红龛集》
- 医学作品：

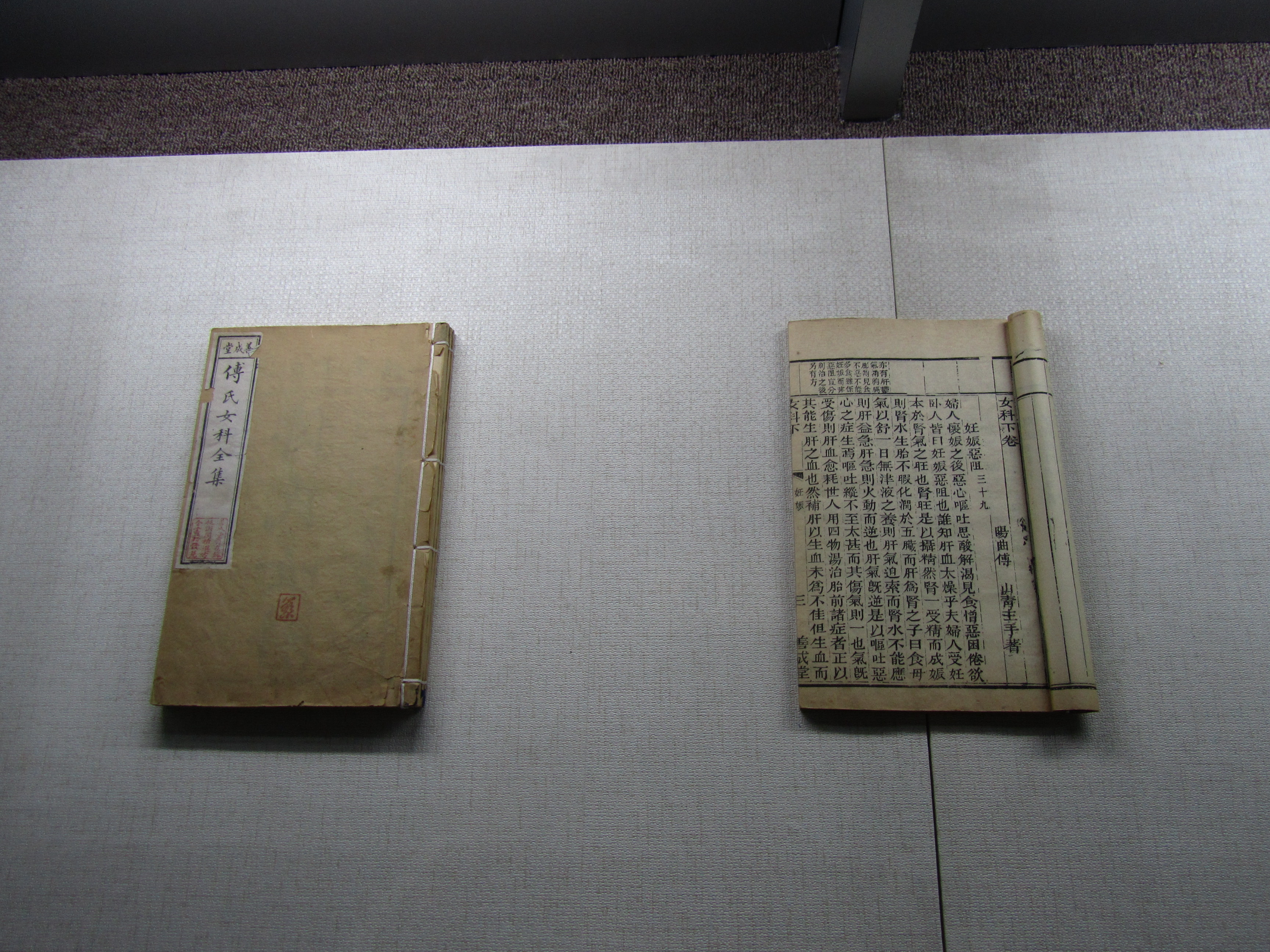
傅氏女科全集，藏于太原晋祠傅山纪念馆

  - 《女科》是临床实用价值颇高的中医妇科典籍之一，很常为后代医师临证所应用。
  - 《青囊秘决》
  - 《辯證錄》
  - 《男科》
- 武术作品：
  - 《傅氏拳谱》
- 书法作品：
  - 《傅青主先生草稿真迹》2003年敦煌文艺出版社出版，薄一波题词、启功题写书名。

## 影視形象

### 電影
- 2005年香港電影《七剑》，刘家良饰，徐克執導。
- 2021年中國電影《道醫傅青主》：褚強飾，王國良執導。

## 研究書目
- 全祖望：《阳曲傅青主先生事略》
- 白謙慎：《傅山的世界：十七世紀中國書法的嬗變》（北京：三聯書店，2006年4月，ISBN 9787108023346 （简体中文））（臺北：石頭出版股份有限公司，2005年1月20日，ISBN 9579089361 （繁體中文））。
- 白謙慎：《傅山的交往和應酬》（上海：上海書畫出版社，2003年12月，ISBN 9787806726792 、ISBN 7806726799 （简体中文））。
- 白谦慎：〈关于傅山研究的一些问题 （页面存档备份，存于） 〉。
- 白谦慎：〈记五件傅山的早期作品 （页面存档备份，存于） 〉。

## 外部連結
[在维基数据编辑]
 在维基文库阅读此作者作品（ 在维基共享资源阅览影像）
 《清史稿·卷501》，出自趙爾巽《清史稿》
- 傅青主女科 （页面存档备份，存于） 中藥方劑像數據庫  (香港浸會大學中醫藥學院) （中文）（英文）